# 37 días (miniserie)
37 días (título original: 37 Days) es una miniserie dramática británica que fue emitida por BBC Two los días 6, 7 y 8 de marzo de 2014. La miniserie, dividida en tres capítulos de una hora cada uno de duración, cubre los 37 días previos a la Primera Guerra Mundial, desde el asesinato en Sarajevo del archiduque Francisco Fernando de Austria el 28 de junio de 1914 hasta la declaración de guerra del Reino Unido a Alemania el 4 de agosto de 1914.

## Elenco y personajes
- Ian McDiarmid como Edward Grey
- Nicholas Farrell como Eyre Crowe
- Tim Pigott-Smith como Herbert Henry Asquith
- Sinéad Cusack como Margot Asquith
- Bill Paterson como John Morley
- Kenneth Cranham como John Burns
- Ludger Pistor como Bethmann-Hollweg
- Rainer Sellien como el káiser Guillermo II
- Bernhard Schütz como Helmuth Moltke
- Mark Lewis Jones como David Lloyd George
- Nicholas Asbury como Winston Churchill
- Urs Remond como el príncipe Lichnowsky
- James McArdle como Alec
- André Kaczmarczyk como Jens
- Holger Kunkel como Erich von Falkenhayn
- Stephan Szasz como Gottlieb von Jagow
- François-Éric Gendron como Paul Cambon
- Niall Cusack como Alexander Konstantinovich Benckendorff
- George Lenz como el conde Albert von Mensdorff
- Chris Kelly como Gavrilo Princip
- Oliver Ford Davies como el barón Walter Cunliffe
- Patrick Fitzsymons como el rey Jorge V
- Ian Beattie como el zar Nicolás II de Rusia
- Simon Coury como el archiduque Francisco Fernando de Austria
- Rainer Reiners como Otto von Below
- Gordon Fulton como Vladímir Sujomlínov
- Mary Moulds como Sofía Chotek

## Producción
La serie fue rodada en su totalidad en la ciudad de Belfast (Irlanda del Norte). Fue realizada como parte de la programación especial que la BBC realizó con motivo del centenario de la Primera Guerra Mundial, siendo anunciada oficialmente su emisión el 22 de agosto de 2013. La serie se hizo para rechazar las suposiciones sobre la inevitabilidad de la Gran Guerra, prestando atención al episodio del atentado de Sarajevo como inicio del drástico descenso a los infiernos de Europa.
Mark Hayhurst y Sue Horth, productores de la miniserie, compilaron en un libro de 175 páginas todo rastro documental que cubriese las líneas de 37 días, dejando constancia de "cada conferencia, cada llamada telefónica, carta privada y telegrama que se arremolinaban en Europa" antes de escribir el guion de los tres episodios.

## Episodios
| N.º | Título                                      | Dirigido por | Escrito por   | Fecha de emisión original | Audiencia (millones) |
| --- | ------------------------------------------- | ------------ | ------------- | ------------------------- | -------------------- |
| 1   | «One Month in Summer» «Un mes de verano»    | Justin Hardy | Mark Hayhurst | 6 de marzo de 2014        | 2,89                 |
| 2   | «One Week in July» «Una semana de julio»    | Justin Hardy | Mark Hayhurst | 7 de marzo de 2014        | 2,14                 |
| 3   | «One Long Weekend» «Un largo fin de semana» | Justin Hardy | Mark Hayhurst | 8 de marzo de 2014        | 1,84                 |

## Recepción
La serie recibió críticas positivas por parte de la prensa especializada del Reino Unido, como el rotativo The Times, que la valoró con cuatro estrellas (sobre cinco), escribiendo Andrew Billen de ella que era «una dramatización clara y a menudo brillante», y elogió la interpretación de Gray de McDiarmid como «seguramente una de las mejores actuaciones del actor», aunque encontró que «el humor se vuelve un poco más amplio» y que las tramas de Berlín y Viena, así como la trama secundaria de los dos trabajadores, que actúan como narradores, queda más bien olvidada. También The Telegraph le concedió cuatro estrellas sobre cinco. Christopher Howse encontró la serie «apasionante», aunque se sorprendió por el uso de algunas localizaciones, criticando que se usara pero se distrajo con el uso del Ayuntamiento de Belfast como set para recrear el Palacio de Whitehall y el Foreign Office. Evan Davis, de The Guardian, lo calificó como una «representación meticulosa» e «imaginativa impresionantemente prolija y cuidadosa», libre de «digresiones románticas o llamamientos ficticios al sentimiento», con un «desempeño sólido» de McDiarmid; aunque también encontró el drama «rígido y simplista» con «estereotipos dudosos y un exceso de diálogo retórico». Por último, Ellen Jones, crítico de The Independent, elogió la serie y explicó que había dado un «golpe maestro [...] para replantear la línea de tiempo de este libro de texto de historia como un estudio sutil del personaje», y elogió los diálogos como «terriblemente bien escritos».